# Бакинский марафон
Бакинский марафон (азерб. Bakı marafonu) — ежегодный полумарафон бегунов, проводимый в Баку с 2016 года по инициативе Фонда Гейдара Алиева.

## Организация
Инициаторами организации полумарафона являются офис Приморского бульвара, Фонд Гейдара Алиева и Бакинский олимпийский стадион.
Длина полумарафона составляет 21 км. В среднем прохождение полумарафона занимает 4ч. 30 мин.
полумарафон стартует с площади Государственного флага.
Маршрут полумарафона: Площадь Государственного флага — Приморский национальный парк (бульвар) — Бакинский международный морской вокзал — пр. Нефтчиляр — бульвар «Белый город» — ул. Хагани Рустамова — бульвар «Белый город» — пр. 8 Ноября, часть ул. Юсифа Сафарова — ул. Узеира Гаджибейли, включая мост «Джаваншир» и пересечение ул. Афияддина Джалилова и Узеира Гаджибейли — проспект Нефтчиляр (Дом правительства, Музейный центр, Кукольный театр, Девичья башня, круг «Азнефть») — Бакинский фуникулер — Баиловский круг — Бибиэйбатское шоссе (Дворец водных видов спорта) — вдоль Приморского бульвара (за Дворцом водных видов спорта, Baku Cristall Hall) — Площадь Государственного флага.
По маршруту полумарафона организуются открытые фан-зоны, проводится ряд развлекательных программ, в том числе лотерея, мини-футбол, аниматоры, концерты.
Лозунгом полумарафона является «Победи ветер».
Каждый посетитель имеет возможность встретиться с победителями и поздравить их.

## Полумарафоны
Бакинский полумарафон впервые прошел 1 мая 2016 года. Бакинский полумарафон 2016 года стартовал на Площади Государственного флага и завершился на Олимпийском стадионе. Среди участников полумарафона были известные общественные и политические деятели, спортсмены. Для участия в полумарафоне 2016 года заявки подали более 7000 участников.
Помимо граждан Азербайджана к первому полумарафону присоединились более 500 иностранцев, проживающих и работающих в Азербайджане. В мероприятии приняли участие руководители и представители посольств Испании, Франции, Казахстана, Украины, Саудовской Аравии, Ирана, Индии, Чехии и других стран, студенты, спортсмены, ряд известных общественно-политических и общественных деятелей Азербайджана. Также к полумарафону присоединились участники из Австрии, Германии, России, Великобритании, Объединённых Арабских Эмиратов, Кении и других стран.
Второй Бакинский полумарафон прошёл 30 апреля 2017 года. Стартовый выстрел произвела олимпийская чемпионка, чемпионка мира по стендовой стрельбе Земфира Мефтахетдинова.
Третий полумарафонский забег прошел 13 мая 2018 года, четвёртый — 5 мая 2019 года.
Проведение полумарафона в 2020 году было отменено в связи с пандемией COVID-19.
Пятый полумарафон проведён 15 мая 2022 года. В нём приняло участие 15 000 чел.
Шестой полумарафон был проведён 7 мая 2023 года. В полумарафоне приняли участие 19 500 чел. Среди них были ветераны Карабахской войны и лица с ограниченными физическими возможностями. Для лиц с ограниченными физическими возможностями и детей с синдромом Дауна был дан первый старт. Затем был дан старт для остальных участников полумарафона. Первые 6 участников с инвалидностью, пересекшие финишную черту, также были награждены.
Седьмой полумарафон планируется к проведению 5 мая 2024 года.
За весь период проведения в полумарафоне приняло участие более 94 000 человек.

## Результаты
Игорь Алифиренко (Украина) установил рекорд полумарафона с результатом 1:05.46. В 2022 году его результат превзошёл Ринас Ахмадиев (Россия) с результатом 01:03:11, который является действующим рекордом полумарафона среди мужчин.
Среди женщин Фатиме Челик (Турция) показала результат 01:17:55, став рекордсменкой полумарафона. В 2022 году Валентина Верецка (Украина) улучшила результат (01:16:59). В 2023 году её результат превзошла Наталья Симонович (Украина) с показанным временем 01:15:41.

### 2022
Победителем полумарафона 2022 среди мужчин стал Ринас Ахмадиев (Россия) с результатом 01:03:11, установив рекорд полумарафона. Второе место занял Омер Алкан (Турция), третье — Владимир Марчик (Чехия).
Среди женщин победителем стала Валентина Верецка (Украина) с результатом 01:16:59.
Среди людей с ограниченными возможностями победителем стал Мехман Рамазанзаде (57 минут).

### 2023
В 2023 году первое место среди мужчин занял Богдан Симонович (Украина), второе место — Давид Караташвили (Грузия), третье — Аркан Чобан (Турция).
Среди женщин первое место заняла Наталья Симонович (01:15:41) (Украина), второе — Хасибе Демир (Турция), третье — Валентина Полтавска (Украина).

## Награждение
Награды присуждаются в двух категориях: среди мужчин и женщин. Кроме того, присуждаются награды по отдельным номинациям. Первые 2 000 пришедших к финишу получают медали полумарафона.